# Giuseppe Callegari
Giuseppe Callegari, italijanski rimskokatoliški duhovnik, škof in kardinal, * 4. november 1841, Benetke, † 14. april 1906.

## Življenjepis
26. marca 1864 je prejel duhovniško posvečenje.
28. februarja 1880 je bil imenovan za škofa Trbiža in marca istega leta je prejel škofovsko posvečenje. 25. septembra 1882 je postal škof Padove.
9. novembra 1903 je bil povzdignjen v kardinala in imenovan za kardinal-duhovnika S. Maria in Cosmedin.